# Ожилі легенди
«Ожилі легенди» (груз. «ამაღლება გაცოცხლებული ლეგენდები») — радянський художній фільм, знятий у 1976 році на студії «Грузія-фільм».

## Сюжет
XVI століття. Жителі Грузії сіють і жнуть хліб, зводять храми, створюють мініатюри до манускриптів, закохуються, ростять дітей… Але все це перекреслює вторгнення іноземців. Чоловіки йдуть на війну, і багато хто залишається на полі бою. Але в народній свідомості для чоловіка загинути, борючись за свою Батьківщину, краще, ніж померти у власному ліжку.

## У ролях
- Зураб Капіанідзе — Іване
- Темо Джапарідзе — Наскіда
- Джемал Моніава — Кіріле
- Йосип Джавчліані — Хвіча
- Темур Чхеїдзе — монах
- Аміран Лондарідзе — Бердія
- Ніно Андріадзе — Дзадзу
- Гурам Пірцхалава — Гванджи
- Грігол Кабоснідзе — Серапіон
- Саната Чінчараулі — Саната

## Знімальна група
- Режисер — Нодар Манагадзе
- Сценаристи — Ерлом Ахвледіані, Давід Джавахішвілі, Нодар Манагадзе
- Оператор — Нугзар Еркомаїшвілі
- Композитор — Нодар Габунія
- Художники — Шота Гоголашвілі, Микола Зандукелі